# Plearnpichaya Komalarajun
Plearnpichaya Komalarajun (tiếng Thái: เพลินพิชญา โกมลารชุน, phiên âm: Bơ-lơn-bít-cha-da Cô-mô-la-chun, sinh ngày 4 tháng 7 năm 2000) còn có nghệ danh là June (จูเน่, Chu-ne), là cựu thành viên Team BIII của nhóm nhạc BNK48 từ Thái Lan thuộc thế hệ thứ hai, đồng thời là diễn viên và đang là sinh viên của Đại học Chulalongkorn, Khoa Kiến trúc.

## Tiểu sử
Plearnpichaya Komalarajun sinh ngày 4/7/2000 tại Băng Cốc, Thái Lan, ban đầu cô được gọi là "Pam", về sau đổi tên là Juné, cô là con gái thứ hai của Paula Bharawan Aphithanaku-  giám đốc điều hành của một trong những công ty viễn thông hàng đầu Thái Lan tên Confectionery Factory (1999) Co., Ltd, trong khi mẹ cô là chủ một chuỗi cửa hàng bánh mì nổi tiếng toàn quốc. Bên cạnh gia thế xuất thân khủng, June còn là cô nàng có khả năng nói nhiều ngoại ngữ bao gồm tiếng Thái, tiếng Nga và tiếng Anh, cô học tiếng Nga nhờ việc là du học sinh trao đổi tại AFS Intercultural Programs. Cô nàng từng có ước mơ trở thành kiến trúc sư hay nhiếp ảnh gia bởi cô là một người có năng khiếu nghệ thuật từ nhỏ.

## Sự nghiệp
Cô bắt đầu sự nghiệp tại cuộc thi Young Model Contest 2013, nhưng không giành chiến thắng
Vào 2018, cô tham gia nhóm BNK48 với tư cách thực tập sinh, sau đó được thăng chức lên Team BIII sau đó 1 năm, trình diễn tại BNK48 Campus
Năm 2019, tại cuộc tổng tuyển cử Senbatsu Sousenkyo cho single thứ 6, cô xếp hạng 31 chung cuộc & xuất hiện trong đĩa đơn "Beginner" với ca khúc "Kimi no Koto ga Suki Dakara"
Năm 2020, tại cuộc tổng tuyển cử Senbatsu Sousenkyo cho single thứ 9, cô xếp hạng 15 chung cuộc & là senbatsu trong bài hát chính của single thứ 9- Heavy Rotation
Cô cũng đóng vai trong phim "The Sun", sau đó là One Year:The Series, đồng thời xuất hiện trong phim tài liệu BNK48: One Take của nhóm
Vào 11/6/2020, cô tuyên bố tốt nghiệp, thông qua buổi trực tiếp trên di động, để tập trung vào việc diễn xuất, tuy nhiên cô vẫn sẽ là nghệ sỹ solo dưới sự quản lý của Independent Artist Management (iAM).
Sau đó cô đóng vai Lynn trong Bad Genius: The Series, để có được vai nữ chính Lynn trong phim, cô nàng đã phải vượt qua rất nhiều thí sinh đến casting vai diễn này, may mắn cô là người đã lọt mắt xanh của đạo diễn Pat Boonnitipat. Khi bắt đầu thực hiện những cảnh quay đầu tiên, June đã gặp không ít khó khăn khi chưa thể truyền đạt được nội dung kịch bản. Trong quá trình quay phim, Juné đã phải cố gắng nỗ lực rất nhiều để có thể hoàn thành tốt vai diễn của mình. Đến khi bộ phim đóng máy, đạo diễn Pat Boonnitipat đã nhận xét  Juné là người đã làm tốt nhất trong số 4 diễn viên chính của phim.

## Danh sách chương trình tham gia

### Phim điện ảnh
| Năm  | Tên phim        | Vai      | Kênh    | Ghi chú   |
| ---- | --------------- | -------- | ------- | --------- |
| 2020 | BNK48: One Take | Chính cô | Netflix | Vai chính |

### Phim truyền hình
| Năm  | Tên phim                                                   | Vai   | Kênh          | Ghi chú   |
| ---- | ---------------------------------------------------------- | ----- | ------------- | --------- |
| 2019 | One Year:The Series (365 ngày- Nhà của em, tổ ấm của anh)  | Tawan | One31 LINE TV | Vai phụ   |
| 2020 | Bad Genius: The Series (Thiên tài bất hảo bản truyền hình) | Lynn  | One31 WeTV    | Vai chính |

### Chương trình tạp kỹ
| Năm  | Tên phim                     | Vai      | Ghi chú          |
| ---- | ---------------------------- | -------- | ---------------- |
| 2018 | Victory BNK48                | Chính cô |                  |
| 2018 | BNK48 Senpai: 2nd Generation | Chính cô | Thành viên chính |

## Giải thưởng
| Năm  | Giải thưởng              | Hạng mục         | Đề cử                     | Kết quả   | Chú thích |
| ---- | ------------------------ | ---------------- | ------------------------- | --------- | --------- |
| 2019 | 2nd Asia Contents Awards | Nữ diễn viên mới | Plearnpichaya Komalarajun | Đoạt giải | [ 2 ]     |